# Брунетти, Париде
Париде Брунетти, известен как Бруно. (итал. Paride Brunetti detto Bruno; Губбио, 15 мая 1916 года, Перуджа, Италия — 9 января 2011 года, Саронно, Варесе, Италия) — итальянский партизан, инженер и военный.

## Биография
Родился в Умбрии, в крестьянской семье. В 1934—1936 годах обучался в епархиальной семинарии в Губбио. В 1936 году его семья переехала в Виченцу, где его отец командовал охраной городской тюрьмы. Продолжил обучение в лицее «Antonio Pigafetta». В 1937—1941 годах обучался в Туринской военной академии и окончил её в звании лейтенанта артиллерии.
Между 3 и 4 курсом Академии, в момент приостановки учебного процесса ввиду начала войны, был направлен в Африку. В 1942 году назначен в 8-ю армию и направлен в СССР. Отличился в боях под Кантемировкой (19 декабря 1942 года). Потом служил в оккупированной нацистами Польше.
С 8 сентября 1943 года вернулся в Падую в качестве военного представителя Итальянской Коммунистической партии по вопросам формирования подпольных групп, находился в контакте с руководителями Движения Сопротивления Кончетто Маркези и Эгидио Менегетти и в конце месяца принял участие в организации партизанского соединения «Luigi Boscarin»/«Tino Ferdiani», и начал борьбу против фашистов. Впоследствии возглавил эту бригаду, ставшей через некоторое время Гарибальдийской бригадой «Нино Наннетти». В течение 1944 года некоторое время находился в Виченце и чудом избежал ареста. В декабре 1944 года стал заместителем командира области Пьяве. В феврале 1945 года он стал командиром бригады Мадзини.
После освобождения Италии возвратился на службу в армию в чине майора. В 1958 году министр обороны не присвоил ему звание подполковника по политическим мотивам. Он вышел в отставку.
В 1962 году, в возрасте 46 лет, получает инженерное образование в Падуанском университете. До выхода на пенсию работал инженером в компании «Montedison». В 70-х годах переезжает в Саронно, где становится депутатом муниципального совета города от ИКП и возглавлял местную секцию ANPI (Национальная ассоциация итальянских партизан).

## Награды
- Серебряная медаль «За воинскую доблесть» (1947 год)
- Бронзовая медаль «За воинскую доблесть» (1942 год)
- Крест «За воинскую доблесть»
- Бронзовая звезда (США) (1945 год)
- медали
- Почётный гражданин Фельтре (Беллуно)
- Почётный гражданин Витторио Венето (Тревизо)